# Ланджазат
Ланджазат (вірм. Լանջազատ) — село в марзі Арарат, у центрі Вірменії. Село розташоване на правому березі річки Азат на Зовашенському водосховищі, за 14 км на північ від міста Арташат, за 3 км на північний схід від села Абовян та за 3 км на південь від села Бардзрашен.